# سیارک ۱۵۲۲۱۷
سیارک ۱۵۲۲۱۷ (به انگلیسی: 152217 Akosipov، نامگذاری:2005RR22) صد و پنجاه و دو هزار و دویست و هفدهمین سیارک کشف شده‌است که در ۱۰ سپتامبر ۲۰۰۵ کشف شد.